# Loyd Boldman
Loyd Boldman foi um tecladista americano, compositor e principal vocalista da banda de rock cristão Prodigal.
Boldman frequentou a Academia de Arte de Cincinnati e em 1975, fundou a banda Prodigal, que nos anos seguintes, obteve quatro músicas no Top 10 do rock cristão, mantendo lugar de destaque no cenário da Música cristã contemporânea no período de 1982 a 1985.
Após o término das atividades da banda, Boldman lançou um álbum solo em 1988, intitulado Sleep Without Dreams. Nos anos seguintes, deu um hiato em sua carreira musical e dedicou-se ao trabalho de design gráfico.
Loyd faleceu aos 59 anos em Orlando, na Flórida, em 22 de abril de 2014, após lutar contra um câncer de fígado durante três anos.
Ainda em abril de 2014, foi anunciado que todos os 3 álbuns da banda Prodigal seriam remasterizados e lançados em uma edição especial limitada de comemoração ao 30º aniversário do álbum Electric Eye, assim também como em homenagem a Loyd Boldman.

## Discografia
Na banda Prodigal
Carreira Solo
- (1988) - Sleep Without Dreams
- (1997) - One Hallelujah: A Northland Worship Album
- (2000) - How Can I Keep From Singing: A Northland Worship Album
- (2007) - Where God Wants To Be: Northland Christmas Worship